# Château d'eau d'Haukilahti
Le château d'eau d'Haukilahti (finnois : Haukilahden vesitorni) est un château d'eau situé dans le quartier d'Haukilahti à Espoo en Finlande.

## Description
Le château a deux réservoirs d'eau  et leur volume d'eau combiné est de 4 100 m3. 
La hauteur du château d'eau du niveau d'entrée inférieur au sommet est d'environ 46 mètres et il culmine à 76 mètres d'altitude. 
Au sommet de la tour, au-dessus des réservoirs d'eau, le restaurant panoramique Haikaranpesä est ouvert depuis 1969.
Le château d'eau est considéré comme l'un des monuments du sud d'Espoo.  
La veuve de l'architecte Erkko Virkkunen a déclaré que l'aspect futuriste du château d'eau était inspiré de la série d'animation Les Jetson. 
La partie supérieure de la tour a la forme d' une soucoupe volante . 
Le bâtiment a aussi été rapproché de la tour d'observation Space Needle de Seattle.